# Leuctra medjerdensis
Leuctra medjerdensis är en bäcksländeart som beskrevs av Vinçon och Isabel Pardo 1998. Leuctra medjerdensis ingår i släktet Leuctra och familjen smalbäcksländor. Inga underarter finns listade i Catalogue of Life.